# Katharina Perch-Nielsen
Katharina "Käthi" von Salis Perch-Nielsen, född 1940, är en schweizisk orienterare och geolog. Som ogift hette hon von Salis, och gifte sig med dansken Jørgen Perch-Nielsen.
Hon tog EM-silver i stafett 1964 och silver individuellt vid de första världsmästerskapen i orientering 1966.
Hon doktorerade i geovetenskap 1965, och fick 1992 professors titel vid Eidgenössische Technische Hochschule Zürich (ETH) Som geolog har hon bland annat gjort insatser inom mikropaleontologi.
Auktorsnamnet Perch-Nielsen kan användas för Katharina Perch-Nielsen i samband med ett vetenskapligt namn inom botaniken; se Wikipediaartiklar som länkar till auktorsnamnet.